# Oasis Hong Kong Airlines
Oasis Hong Kong Airlines war eine auf interkontinentale Langstreckenflüge spezialisierte Billigfluggesellschaft mit Sitz in Hongkong und Basis auf dem Hong Kong International Airport.

## Geschichte
Die Gesellschaft wurde 2005 gegründet und die erste Maschine sollte ursprünglich am 25. Oktober 2006 von Hongkong nach London-Gatwick starten. Da der Oasis Hong Kong Airlines jedoch zunächst die Überfluggenehmigung für Russland verweigert wurde, musste die Maschine am Boden bleiben. Nachdem die Genehmigung schließlich erteilt wurde, fand der erste Flug einen Tag später als geplant statt.
Bis 2009 sollte die Flotte nach ersten Planungen auf 15 Flugzeuge und bis 2010/2011 schließlich auf 20 bis 25 Flugzeuge anwachsen. Vorrangig sollten hierbei Boeing 747, aber auch 777 und die damals noch nicht in Dienst gestellte 787 sowie Airbus A340 eingesetzt werden.
Die Tickets für alle Flüge wurden nach Angaben der Fluggesellschaft ab 1000,- HKD, umgerechnet rund 100,- EUR verkauft. Am 6. Februar 2007 kostete die günstigste Oneway-Variante inkl. Steuern 176,- GBP.
Am 9. April 2008 stellte Oasis Hongkong Airlines den Flugbetrieb ein. Der Grund hierfür war der bisherig angehäufte Verlust von 1 Milliarde HKD, wobei nach ungenannten Quellen pro Flug 1 Million HKD Verlust eingeflogen wurden. Anschließend erfolgte die Liquidation der Fluggesellschaft. Zwei der Flugzeuge der Oasis Hong Kong Airlines (Luftfahrzeugkennzeichen B-LFA und B-LFB) wurden im Jahr 2009 durch die indonesische Lion Air übernommen.

## Flugziele
Oasis Hong Kong Airlines verband zunächst Hongkong mit London-Gatwick und Vancouver. Später sollten weitere Ziele, unter anderem auch Berlin, Düsseldorf oder Köln/Bonn folgen. Oasis Hong Kong Airlines wäre damit die erste Billigfluggesellschaft gewesen, die interkontinentale Langstreckenflüge von und nach Deutschland und der Schweiz angeboten hätte.

## Flotte
Zur Einstellung des Flugbetriebs bestand die Flotte der Oasis Hongkong Airlines aus drei Flugzeugen:
- 3 Boeing 747-400 (Kennzeichen B-LFA, B-LFB und B-LFC; übernommen von Singapore Airlines und All Nippon Airways)